# Kuniaki Koiso
Kuniaki Koiso  (小磯 國昭 Koiso Kuniaki?,  Utsunomiya, Prefectura de Tochigi, 22 de marzo de 1880 – Tokio, 3 de noviembre de 1950) fue un oficial del Ejército Imperial Japonés, que llegó a ser primer ministro de Japón entre 1944 y 1945. La magnitud de las derrotas militares japonesas y la imposibilidad de poner freno a estas o alcanzar la paz con los norteamericanos le llevaron a presentar su dimisión. También fue Gobernador general de la Corea ocupada entre 1942 y 1944.

## Biografía
Koiso nació en Utsunomiya (Tochigi), hijo de un ex samurái que después se convirtió en policía.

### Carrera militar
Un soldado de carrera, Koiso se graduó de la Academia del Ejército Imperial Japonés en 1900 y asistió a la Universidad de Guerra del Ejército. Destinado como subteniente en el 30.º Regimiento de Infantería en junio de 1901, fue ascendido a teniente en noviembre de 1903. Durante la guerra ruso-japonesa, sirvió como batallón adjunto en septiembre de 1904, jefe de compañía en marzo de 1905 y fue promovido a capitán en junio de 1905, todos los puestos en el mismo regimiento.
En noviembre de 1910, se graduó de la Academia del Ejército Imperial Japonés y regresó a ella en calidad de instructor en diciembre de 1910. Fue reasignado al Ejército de Kwantung en septiembre de 1912 y  ascendido a mayor y jefe de batallón del 2.º Regimiento de Infantería en agosto de 1914. Regresó al centro de operaciones del Estado Mayor del Ejército Imperial japonés en junio de 1915 y fue promovido a teniente coronel en julio de 1918 y destinado al Servicio Aéreo del Ejército Imperial Japonés en julio de 1921. Después de haber sido ascendido a coronel en febrero de 1922, fue enviado como agregado militar a Europa en junio de 1922, de donde retornó para asumir el mando de la 51.ª División del Ejército Imperial Japonés en agosto de 1923. De regreso al Estado mayor del ejército en mayo de 1925, fue ascendido a general de brigada en diciembre de 1926 y a general de división en agosto de 1931.
Durante la década de 1920, Koiso se unió a la relativamente moderada Toseiha (Facción de control) acaudillada por el general Kazushige Ugaki, junto con los generales Sugiyama, Yoshijirō Umezu, Tetsuzan Nagata, y Hideki Tōjō, opuesta a la más radical Kōdōha (Facción de Acción) que encabezaba Sadao Araki. En febrero de 1932, Koiso se convirtió en viceministro de Guerra y en agosto de ese mismo año en jefe del Estado mayor del Ejército de Kwantung. En marzo de 1934, fue transferido al mando de la 5.ª División del Ejército Imperial Japonés en Hiroshima. Luego, desde diciembre de 1935, asumió el mando del Ejército japonés en Corea, con el cargo de gobernador de la región. Promovido a general de ejército en noviembre de 1937, ingresó en el Estado Mayor del Ejército en julio de 1938.

### Carrera política
Koiso dejó el servicio en actividad en julio de 1938. Desde abril hasta agosto de 1939, fue ministro en el recientemente creado Ministerio de Asuntos Coloniales y nuevamente desde enero a julio de 1940. Koiso fue Gobernador General de Corea desde mayo de 1942 a 1944, durante dicho tiempo se ganó el apodo de "El Tigre de Corea" más por su apariencia que destreza militar. Su periodo de gobierno en Corea estuvo marcada por la muy impopular imposición del servicio militar universal de coreanos en el ejército japonés.

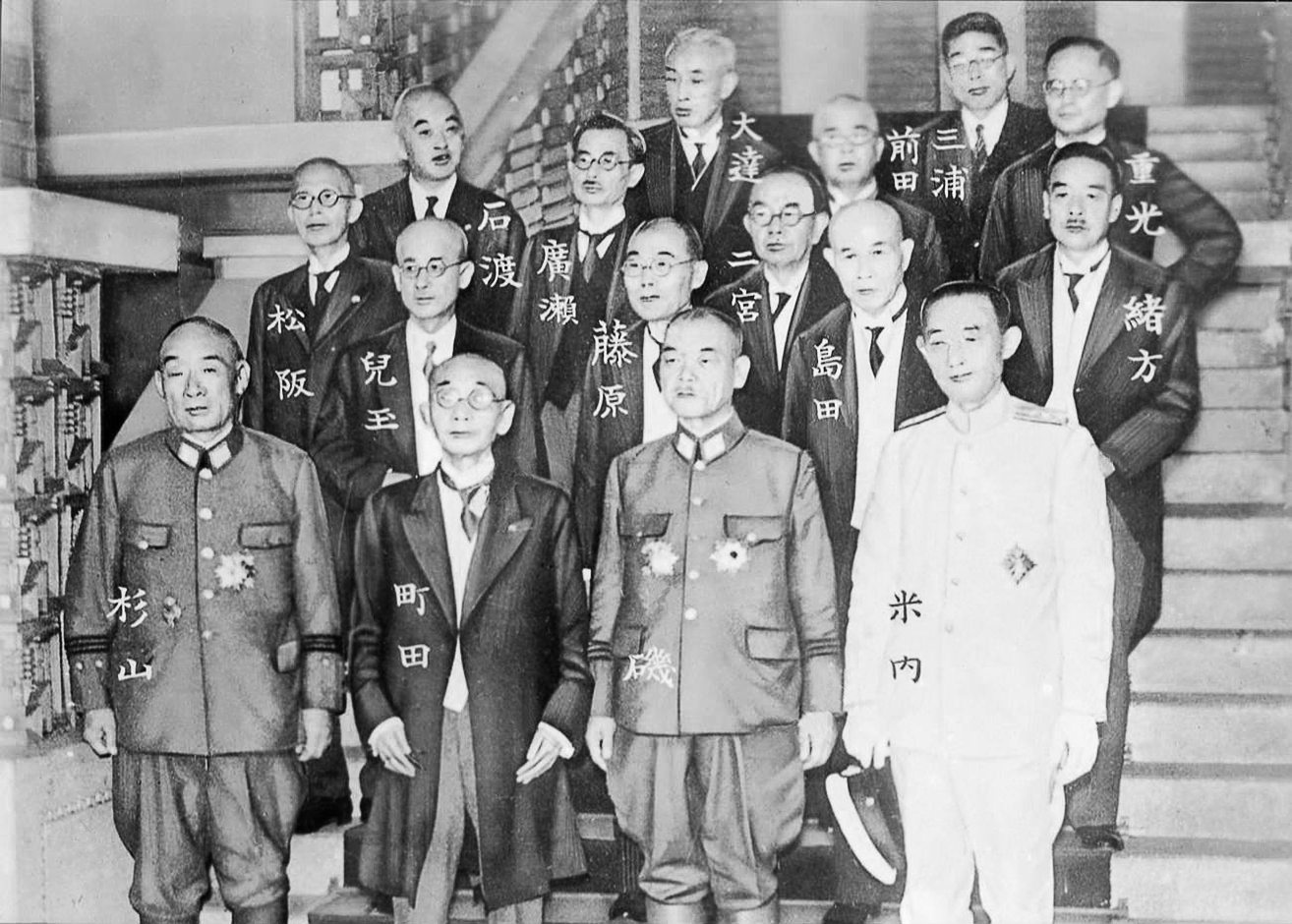
Foto del gabinete Koiso el día de su nombramiento.

Koiso fue nombrado primer ministro de Japón en julio de 1944, tras la caída del gabinete de Hideki Tōjō. Debió superar para ello la fuerte competencia de oficiales de graduación superior. El ejército prefería claramente al general Terauchi Hisaichi; no obstante, no podía permitirse retirarlo de su puesto de general en jefe de las fuerzas japonesas en el Sureste Asiático. El gobierno civil, especialmente Koichi Kido y Fumimaro Konoe, tampoco favoreció a Koiso, debido a su previa implicación con el ultranacionalista Sakura Kai y su intento de golpe de Estado contra el gobierno en 1931 (el denominado "Incidente de marzo"). Estas reservas eran compartidas por el Emperador Hirohito en las reuniones de su Consejo Privado. A pesar de todo ello, Koiso fue seleccionado al no conseguirse ningún consenso de una alternativa más apropiada.
Koiso fue casi un primer ministro nominal, pues no se le permitió participar en ninguna decisión militar. No fue popular con los ministros del Gobierno que abogaban por firmar la paz ni con aquellos que deseaban proseguir la guerra hasta el final. Durante el periodo de Koiso en el cargo, las fuerzas japonesas enfrentaron múltiples derrotas en todos los frentes a manos del Ejército de los Estados Unidos y de la Armada de los Estados Unidos. También durante su ejercicio, el 10 de noviembre de 1944, Wang Jingwei murió de una neumonía en un hospital japonés en Nagoya, lo cual significó el fin efectivo del régimen de Nanjing en China. Por un momento, Koiso consideró firmar la paz, pero no pudo encontrar una solución que calmara tanto a los militares japoneses como a los Aliados. Durante su gobierno se produjeron los duros Bombardeos americanos sobre Tokio de marzo de 1945: Los ataques en la noche del 9 al 10 de marzo destruyeron 41 km² (aproximadamente la cuarta parte de la ciudad) y se calcula que unas cien mil personas murieron como consecuencia de los mismos. Las derrotas militares frente a las Fuerzas aliadas continuaron sucediéndose en cascada, y especialmente durante la Batalla del Golfo de Leyte (1944), que se saldó con una importante derrota de la Armada Imperial Japonesa y abrió el camino a la reconquista estadounidense de las Filipinas.
Con la única opción de seguir el esfuerzo militar en la guerra, Koiso intentó extender su poder sobre el ejército asumiendo la posición de ministro de Guerra a la vez que la de primer ministro, pero no fue capaz de hacerlo legalmente. Koiso renunció en abril del mismo año cuando las fuerzas estadounidenses invadieron Okinawa y sus peticiones de ser incluido en las decisiones militares fueron rechazadas.

### Carrera posterior

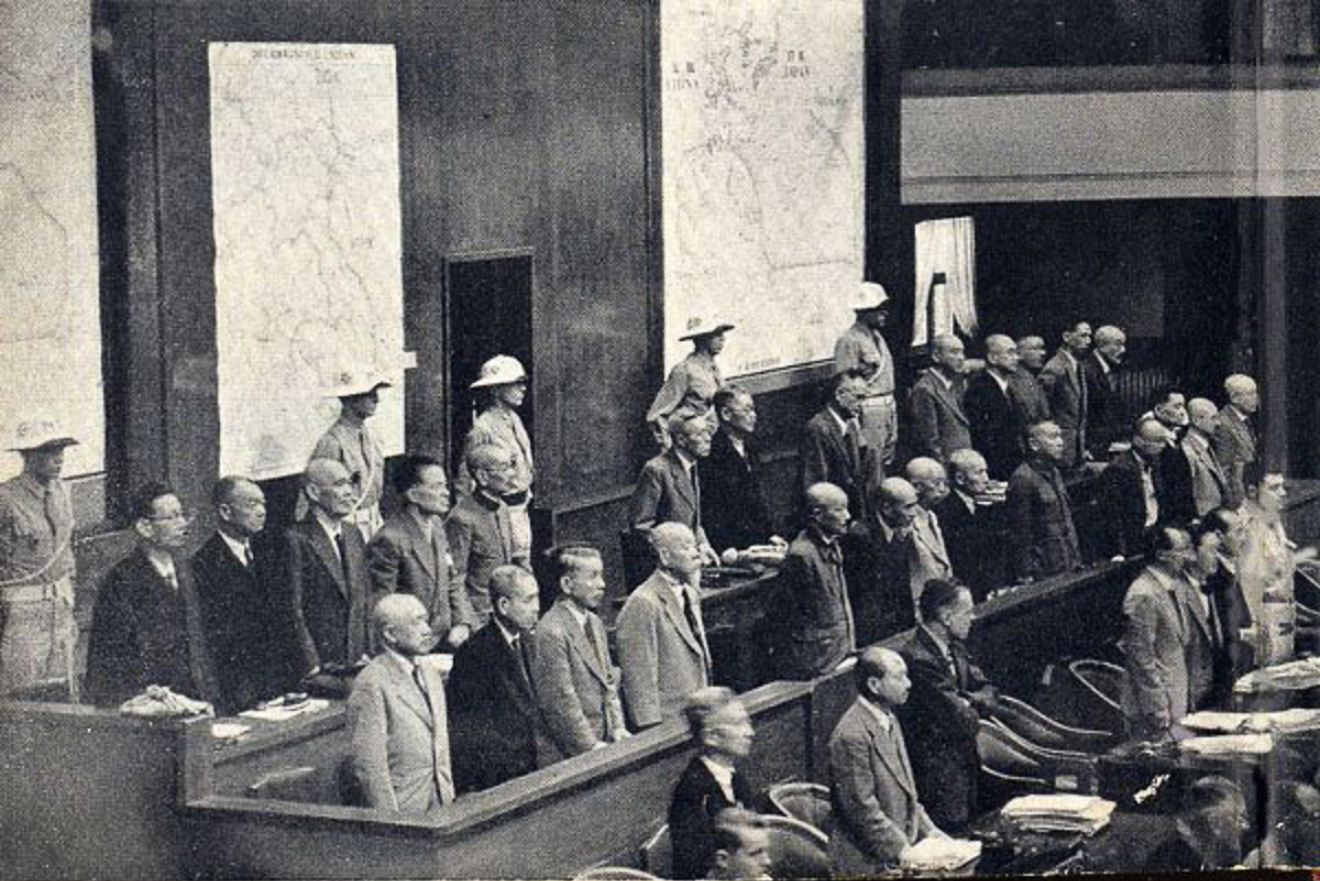
Koiso junto a otros acusados durante los Juicios de Tokio (1946).

Koiso era un ardiente partidario del Sintoísmo estatal junto con Heisuke Yanagawa, quien dirigió la llamada "Asociación de asistencia al Gobierno Imperial" o Taisei Yokusankai. Restauró los ritos sagrados antiguos en el río Sukumo, cerca de Hakone, el "Rito preliminar Misogi".
Tras el fin de la Segunda Guerra Mundial, Koiso fue arrestado por las potencias de ocupación aliadas y fue juzgado por el Tribunal Penal Militar Internacional para el Lejano Oriente por crímenes de guerra. Tras una condena como criminal de guerra de clase A, se le dio una sentencia de prisión perpetua. El Tribunal citó específicamente el rol decisivo de Koiso en el inicio de las guerras contra China y los aliados: "Además, a pesar del hecho de que Kuniaki Koiso no fue directamente responsable por los crímenes de guerra cometidos por el ejército japonés, no tomó ninguna medida para evitarlos o castigar a los perpetradores cuando, como Primer Ministro, estaba en su poder hacerlo así." Koiso murió en la prisión de Sugamo en 1950.